# كاثيبسين E
كاثيبسين E هو إنزيم ( 
ر.ت.إ

3.4.23.34

```
) يتم ترميزه في البشر بواسطة 
جين
 
CTSE
 . 
[
1
]
 
[
2
]
 
[
3
]
 يُعرف الإنزيم أيضًا باسم 
بروتيناز بطيء الحركة
 ، 
غشاء كريات الدم الحمراء أسبارتيك بروتيناز
 ، 
SMP
 ، 
EMAP
 ، البروتيناز 
غير البيبسين
 ، البروتيناز 
الحمضي شبيه بالكاثيبسين D
 ، البروتيناز الحمضي شبيه 
كاثيبسين E
 ، 
بروتينازمن النوع
 
كاثيبسين D
 ) هو 
إنزيم
 . 
[
4
]
 
[
5
]
 
[
6
]
 
[
2
]
```

كاثيبسين E هو بروتياز ينواجد في الحيوانات، وكذلك في العديد من الكائنات الحية الأخرى، التي تنتمي إلى مجموعة بروتياز الأسبارتيك . في البشر يتم ترميزه من خلال جين CTSE الموجود في 1q32 على الكروموسوم 1 .     وهو عبارة عن بروتين سكري يوجد في داخل الخلايا غير الليزوزومي حيث انه يوجد بشكل أساسي في الجلد وفي الخلايا المناعية.  كاثيبسين E هو عباره عن بروتياز الأسبارتيل الذي يعمل كمجانس مرتبط بثاني كبريتيد، وويحتوي على سلسلة قليلة السَّكاريد من النوع عالي المانوز (سكر نباتي).  إنه عضو في عائلة البيبتيداز A1 ، وبالتالي يمتلك خصوصية مشابهه لتلك النوعيه التي يمتلكها كلا من ببيبسين أ وكاثيبسين د . كاثيبسين E هو عباره عن إنزيم يتواجد في داخل الخلايا ولا يشارك في هضم البروتين الغذائي. يوجد بتراكيز عاليه على أسطح الخلايا المنتجة للمخاط الطلائي في المعدة. هو أول بروتياز أسبارتي يتواجد في معدة الجنين ويوجد في أكثر من نصف سرطانات المعدة، مما يؤدي إلى ظهوره على أنه مستضد اورام سرطانيه . توجد متغيرات النسخ التي تستخدم إشارات عديد الأدينيل البديلة ومتغيرين نسخ يشفران الأشكال المتساويه الاسويه المختلفة لهذا الجين.
النقص في مستويات كاثيبسين E في الجسم قد يكون السبب في الكثير من أمراض الجلد الالتهابية مثل التهاب الجلد التأتبي (اكزيمة الثنيات) ، حيث يعتمد العلاج على تحسين وظائف ومستويات البروتين في الجسم.  إلى جانب انزيم الرينين وكاثيبسين D ، يعتبر كاثيبسين E واحدًا من عدد قليل من بروتياز الأسبارتيك المعروف أنه يصنع داخل الأنسجة البشرية بخلاف تلك الموجودة في الجهاز الهضمي والجهاز التناسلي. 
تركيب أو هيكل ال كاثيبسين E مشابه جدًا لهيكل كاثيبسين E و بيتا سيكريتاز 1 ، و ثلاثتهم يحتوون على مواقع نشطة للانزيمات متطابقة تقريبًا. تكمن الاختلافات بينهما في البيئات الدقيقة التي تحيط بمواقعها النشطة . تساهم بقايا DTG 96-98 و DTG 281-283 في تشكيل الموقع النشط للإنزيم. يوجد أيضًا زوجان من روابط ثاني كبريتيد في المخلفات Cys 272-276 و Cys 314-351. توجد بقايا أخرى من Cys في الموقعين 109 و 114 على سلسلة الأحماض الأمينية بالقرب من مكان آخر في الفضاء ثلاثي الأبعاد، ومع ذلك فإن المسافة بين ذرات الكبريت هي 3.53 Å وهي كبيرة جدًا لتشكيل رابطة ثاني كبريتيد مناسبة. يحتوي الهيكل أيضًا على أربعة روابط هيدروجينية بين بقايا Asp في الموقع النشط والمخلفات المحيطة. يمكن رؤية عامل مميز لـ كاثيبسين E بالمقارنة مع هيكل كاثيبسين E و بيتا سيكريتاز 1 عند تكوين رابطة هيدروجين إضافية بين بقايا Asp 96 و Ser 99 ، وغياب رابطة هيدروجينية من خلال Leu / Met في Asp 281. 
يتم توزيع الإنزيم في خلايا الجهاز الهضمي والأنسجة اللمفاوية وخلايا الدم والأعضاء البولية و الدبق الصِغْريّ. يختلف توطينها داخل الخلايا في خلايا الثدييات المختلفة عن نظيرتها كاثيبسين E. يرتبط كاثيبسين E بأنسجة الغشاء في القنوات داخل الخلايا للخلايا الجدارية المعديه، والقنوات الصفراوية للخلايا الكبدية، وخلايا النبيبات الكلوية القريبة في الكلى، الخلايا الظهارية في الأمعاء والقصبة الهوائية والشعب الهوائية وناقضات العظم وحتى في كريات الدم الحمراء. يمكن رؤية توطينه في هياكل الإندوسوم في العديد من أنواع الخلايا المختلفة مثل نيالأرومات اللمفاوية للخلايا البائية التي تقدم المستضد وخلايا المعدة والخلايا الدبقيه. تم الكشف عن وجوده أيضًا في صهاريج الشبكة الإندوبلازمية للخلية.  
يلعب انزيم كاثيبسين E دورًا حيويًا في تدهور البروتين، ومعالجة المستضد عبر مسار MHC class II  وتوليد البروتين النشط بيولوجيًا. يُعتقد أيضًا أن الإنزيم متورط في تنفيذ مسار موت الخلايا العصبية الناجم عن تقدم العمر بالإضافة إلى التحفيز المفرط لمستقبلات الغلوتامات مع السموم المفرطة ونقص تروية الدماغ الأمامي العابر. في تجربة أجريت على الفئران، بالكاد تم اكتشاف كاثيبسين E في أنسجة دماغ الفئران الصغيرة، ولكن في الفئران الأكبر سنًا، زاد مستواه بشكل كبير في القشرة العصبية والقشرة الدماغية . تم العثور على الإنزيم أيضًا في مستويات عالية في الخلايا الدبقية الصغيرة النشطة في منطقة الحصين CA1 وفي الخلايا العصبية المتدهورة لمدة أسبوع بعد نقص تروية الدماغ الأمامي العابر.  يلعب كاتيبسين E دور محتمل في تطوير سرطان غدي متمايزجدا عن حؤول الأمعاء .  يلعب الإنزيم أيضًا دورًا في الارتباط بالخلايا التغصنية حيث يولد ذخيرة CD4 استجابةً للبروتينات الذاتية والبروتينات الغريبه. 
الإنزيم مغلكز . تساهم أنواع الخلايا المختلفة في الاختلافات في طبيعة سلسلة الكربوهيدرات. لوحظ ارتفاع قليل السكاريد من نوع مانوز في طليعة الإنزيم في الخلايا الليفية، ومع ذلك يمكن رؤية الإنزيم الناضج مع قليل السكاريد من النوع المعقد. في أغشية كريات الدم الحمراء، يحتوي كل من الإنزيم الناضج والإنزيم المؤيد على نوع مركب قليل السكاريد. ينتج الانقسام التحفيزي التلقائي شكلين من الإنزيم، يبدأ الشكل 1 عند البقايا Ile 54 والشكل 2 في Thr 57. 